# Atak paniki (film)
Atak paniki – polski film komediowy z 2017 roku w reżyserii Pawła Maślony, wyprodukowany przez Akson Studio.
Przedpremierowy pokaz filmu odbył się 17 sierpnia 2017 roku w kinie Nowa Fala w Giżycku podczas festiwalu Visa Kino Letnie Sopot-Zakopane. 19 września 2017 roku film miał swoją oficjalną premierę na 42. Festiwalu Polskich Filmów Fabularnych w Gdyni. Cztery miesiące później, 19 stycznia 2018 roku, obraz trafił do kin na terenie Polski.

## Fabuła
Prezenter radiowy Witek, przytłoczony tym, o czym sam opowiada, posuwa się do ostateczności. Jego znajoma Kamila, internetowa gwiazdka porno, może zostać zdemaskowana przez nieproszonych gości. Jej matka nie wie o zajęciu córki i stawia ją za przykład synowi Miłoszowi. Mężczyzna, uzależniony od gier komputerowych pragnie zostać panem wszechświata w wirtualnym świecie, ale musi iść do pracy. Kiedy jest zajęty, atak na jego wyimaginowane imperium przypuszcza nastoletni Amadeusz, który po raz pierwszy pali marihuanę. W restauracji, w której Miłosz jest kelnerem, trwa wesele Wiktorii (Julia Wyszyńska). Dziewczyna oczekuje pierwszego dziecka i starannie przygotowuje się do porodu, ale nic nie idzie zgodnie z jej planem. Z kolei autorka kryminałów Monika (Magdalena Popławska) spotyka swojego byłego męża Dawida (Grzegorz Damięcki), natomiast rodzice Amadeusza, Elżbieta (Dorota Segda) i Andrzej (Artur Żmijewski) wracają z wakacji.

## Obsada
- Artur Żmijewski jako Andrzej
- Dorota Segda jako Elżbieta
- Nicolas Bro jako Oskar
- Magdalena Popławska jako Monika
- Grzegorz Damięcki jako pan młody Dawid
- Julia Wyszyńska jako panna młoda Wiktoria
- Małgorzata Hajewska-Krzysztofik jako Krystyna
- Bartłomiej Kotschedoff jako Miłosz
- Aleksandra Pisula jako Kamila
- Aleksandra Adamska jako Alicja
- Justyna Kokot jako Justa
- Maria Kania jako Kasia
- Daniel Guzdek jako Witek
- Andrzej Konopka jako Jacek
- Olaf Marchwicki jako Amadeusz

i inni

## Produkcja
Zdjęcia do filmu kręcono w Warszawie, a okres zdjęciowy trwał od 28 września do listopada 2016 roku. Film był współfinansowany przez Polski Instytut Sztuki Filmowej.

## Nagrody i nominacje
| Rok  | Miejsce                                                         | Nagroda                     | Kategoria                              | Odbiorcy i nominowani | Wynik     |
| ---- | --------------------------------------------------------------- | --------------------------- | -------------------------------------- | --------------------- | --------- |
| 2017 | 42. Festiwal Polskich Filmów Fabularnych w Gdyni                | Złote Lwy                   | Najlepsza drugoplanowa rola kobieca    | Magdalena Popławska   | Wygrana   |
| 2017 | 42. Festiwal Polskich Filmów Fabularnych w Gdyni                | Złote Lwy                   | Udział w konkursie głównym             | Paweł Maślona         | Nominacja |
| 2017 | Festiwal Aktorstwa Filmowego im. Tadeusza Szymkowa we Wrocławiu | Złoty Szczeniak             | Najlepsza pierwszoplanowa rola kobieca | Magdalena Popławska   | Wygrana   |
| 2017 | Festiwal Aktorstwa Filmowego im. Tadeusza Szymkowa we Wrocławiu | Złoty Szczeniak             | Najlepsza pierwszoplanowa rola męska   | Artur Żmijewski       | Wygrana   |
| 2017 | Tofifest                                                        | FROM POLAND. Konkurs Polski | Udział w konkursie                     | Paweł Maślona         | Nominacja |
| 2019 | 21. ceremonia wręczenia Orłów                                   | Polskie Nagrody Filmowe     | Odkrycie roku za najlepszą reżyserię   | Paweł Maślona         | Nominacja |